# 4ª Divisione corazzata delle guardie "Kantemirovka"
La 4ª Divisione corazzata delle guardie "Kantemirovka-J. V. Andropov" (in russo 4-я гвардейская танковая Кантемировская дивизия имени Ю. В. Андропова?, 4-ja gvardejskaja tankovaja Kantemirovskaja divizija imeni J. V. Andropova, unità militare 19612) è un'unità delle Forze terrestri russe, subordinata alla 1ª Armata corazzata delle guardie del Distretto militare di Mosca e con base a Naro-Fominsk.
Conosciuta semplicemente come "Divisione Kantemirovka", prima dell'invasione russa dell'Ucraina del 2022 era considerata una delle unità più preparate e meglio equipaggiate dell'esercito russo, e nel corso della sua storia ha svolto anche un importante ruolo politico-militare nel turbolento periodo fra il collasso dell'Unione Sovietica e la formazione della Federazione Russa.

## Storia

### Unione Sovietica
La divisione venne creata il 14 giugno 1945, in seguito alla smobilitazione conseguente alla fine della seconda guerra mondiale, riorganizzando il 4º Corpo corazzato delle guardie "Kantemirovka", unità veterana del conflitto formata inizialmente nel 1942 come 17º Corpo corazzato, intitolata all'omonimo villaggio teatro di un'importante battaglia durante l'Operazione Piccolo Saturno e promossa a unità delle guardie nel gennaio 1943. Venne trasferita presso la sua sede attuale di Naro-Fominsk, nell'oblast' di Mosca, il 17 settembre 1945.
Il 23 febbraio 1984 venne ufficialmente intitolata a Jurij Vladimirovič Andropov, segretario generale del PCUS da poco deceduto.
Elementi della divisione sono stati schierati a Mosca durante il tentato golpe dell'agosto 1991 ai danni del presidente sovietico Michail Gorbačëv.

### Federazione Russa
Ereditata dalla Russia dopo lo scioglimento dell'Unione Sovietica, la divisione ha svolto un ruolo cruciale a supporto di Boris El'cin nel corso della crisi costituzionale del 1993 fra il presidente e il parlamento russo.
Elementi della divisione hanno partecipato alla prima guerra cecena, dove i soldati hanno preso parte al fallito assalto a Groznyj di novembre 1994 e alcuni sono stati catturati. Il personale dell'unità è stato impiegato in operazioni di peacekeeping in Ossezia del Sud nel 1997 e in Kosovo dal 1998 al 2002. In seguito la divisione ha combattuto nella seconda guerra cecena.
Alla divisione sono state intitolate la via e l'omonima stazione Kantemirovskaja della Metropolitana di Mosca.

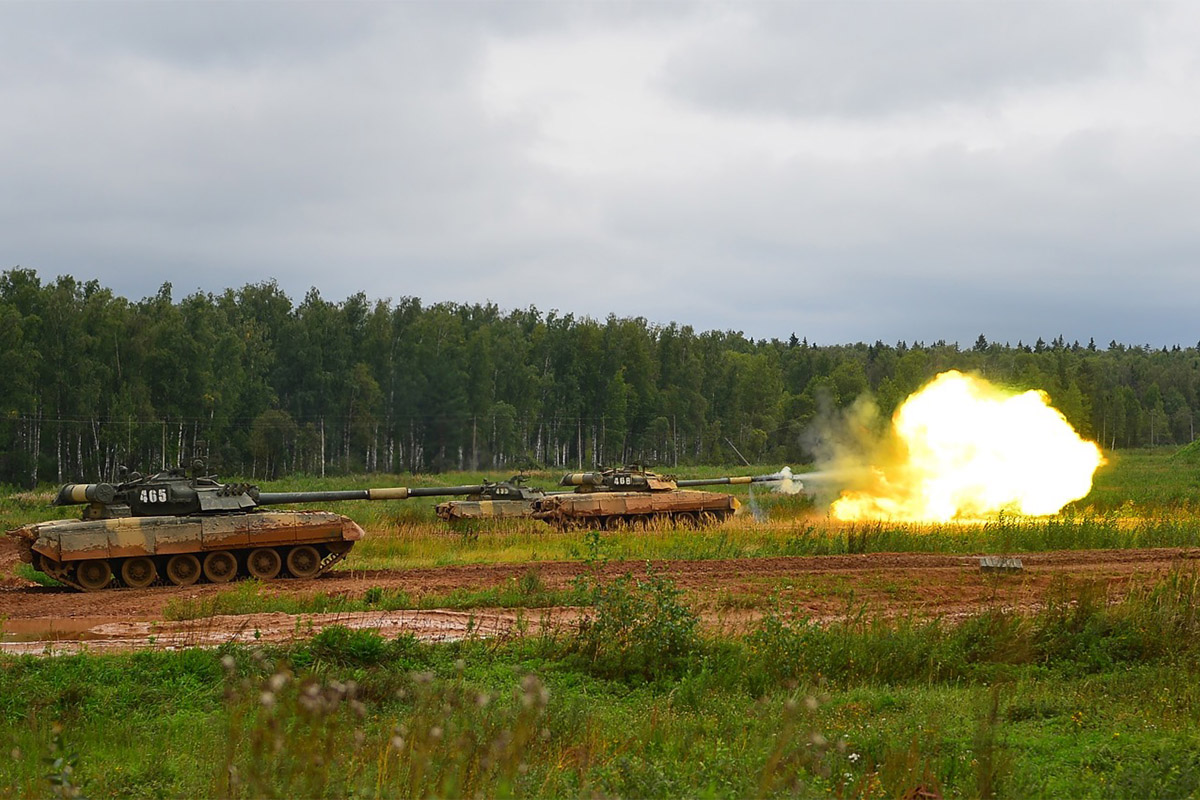
Carri T-80U della 4ª Divisione corazzata durante un'esercitazione, aprile 2016

Nell'ambito della seconda riforma Putin delle forze armate russe, nel 2009 la divisione è stata sciolta, venendo riorganizzata come 4ª Brigata corazzata delle guardie. Nel maggio 2013 è stata ricostituita per ordine del ministro della difesa Sergej Šojgu. Questo ordine seguiva le intenzioni del presidente russo Vladimir Putin di "rafforzare la continuità storica" delle forze armate ripristinando celebri formazioni militari del passato, come la 4ª Divisione "Kantemirovka" e la 2ª Divisione "Taman". Nel 2015 è stata ricostituita anche la celebre 1ª Armata corazzata delle guardie, includendo le due divisioni appena ricreate.

#### Guerra russo-ucraina
La divisione ha preso parte all'invasione russa dell'Ucraina del 2022, con il compito di occupare Charkiv e proteggere il fianco dell'offensiva verso Kiev attraverso regione di Sumy. Durante le prime fasi della guerra l'unità non è riuscita a isolare la città, e l'intera operazione è stata definita "titubante e dilettantistica" da ufficiali dell'intelligence occidentali. In meno di un mese la divisione ha subito perdite devastanti, fino all'80% dei mezzi pesanti, per opera principalmente della 93ª Brigata meccanizzata dell'esercito ucraino. A causa del completo fallimento dell'offensiva il comandante della 1ª Armata corazzata delle guardie, tenente generale Sergej Kisel', è stato rimosso dall'incarico. All'inizio di maggio la divisione è stata ritirata in Russia per ripianare le perdite e riorganizzarsi. Il 13 maggio a Kiev è iniziato il primo processo per crimini di guerra a carico di un soldato della divisione, catturato dagli ucraini, a cui era stato ordinato di sparare a un civile disarmato per paura che potesse riferire la posizione delle truppe russe.
La divisione è stata rischierata nell'area di Izjum, insieme a tutti i BTG disponibili della 1ª Armata corazzata e della 20ª Armata combinata, nell'ambito dell'offensiva russa nel Donbass. Il 13º e il 423º Reggimento della divisione sono stati impiegati durante la battaglia di Sjevjerodonec'k. Durante questi combattimenti, il 4 luglio è stato ucciso in azione il comandante del 423º Reggimento, tenente colonnello Aleksandr Soročinskij. A settembre, nonostante non fosse ancora completamente ricostituita, la divisione è stata investita dalla controffensiva ucraina nella regione di Charkiv, rischiando di venire circondata dal movimento della 4ª Brigata corazzata. L'unità si è così ritirata attraverso il fiume Oskol verso Lyman, subendo gravi perdite e abbandonando moltissimi mezzi pesanti. I suoi due reggimenti corazzati hanno perso oltre 100 carri armati in pochi giorni. Il 1º ottobre un bombardamento sul posto di comando della divisione ne ha inoltre ucciso il capo delle operazioni, e vice capo di stato maggiore della 1ª Armata corazzata, colonnello Denis Gutarov. Nel mese successivo di novembre è stato ucciso in azione il vice capo di stato maggiore del 538º Reggimento missilistico contraereo, maggiore Artem Ozerov.
In seguito alla mobilitazione indetta in Russia, la divisione è stata trasferita in Bielorussia al fine di addestrare i coscritti e ripristinare parzialmente la capacità operativa. Nel corso del 2023 l'unità è rimasta schierata nell'area di Svatove. Alla fine di luglio i due reggimenti corazzati della divisione sono stati impiegati nel corso di un tentativo offensivo russo contro le posizioni della 66ª Brigata meccanizzata ucraina. Ad agosto 2023 la divisione, insieme all'intera 1ª Armata corazzata delle guardie, ha condotto un'offensiva in direzione di Kup"jans'k contro le posizioni ucraine difese dalla 14ª e dalla 67ª Brigata meccanizzata rinforzate da elementi della 95ª Brigata d'assalto aereo, non riuscendo però ad avanzare nonostante la superiorità numerica. A settembre due reggimenti della divisione hanno supportato l'attacco condotto da due brigate di fanteria contro le posizioni della 43ª Brigata meccanizzata e della 68ª Brigata cacciatori ucraine, subendo numerose perdite. Nell'autunno del 2023 la divisione è stata rinforzata dal 371º Reggimento fucilieri motorizzato (unità militare 11134), formato da militari feriti e invalidi impiegati come fanteria d'assalto senza ricevere le cure adeguate. Nell'aprile 2024 il 423º Reggimento fucilieri motorizzato della divisione, insieme ad elementi della 27ª Brigata fucilieri motorizzata e due reggimenti della 2ª Divisione fucilieri motorizzata, hanno attaccato senza successo le posizioni ucraine a nordovest di Svatove. Per ripianare le perdite l'unità ha integrato il 1234º Reggimento e il 1856º Battaglione fucilieri motorizzato (unità militare 29660 e 69355), formati con personale mobilitato proveniente rispettivamente dalla regione di Kaluga e dal Tatarstan. A settembre i suoi tre reggimenti di manovra sono stati impiegati offensivamente nell'area del villaggio di Berestove, guadagnando terreno a discapito della 77ª Brigata aeromobile nel tentativo di raggiungere il fiume Oskol. In seguito alla conquista di Berestove, in ottobre la divisione ha continuato ad attaccare le posizioni della 77ª Brigata ucraina puntando in direzione di Lozova. Il 1º maggio 2025 è stato ucciso in combattimento il comandante del 330º Battaglione genio, tenente colonnello Anatolij Ovsjannikov.

## Struttura
- Comando di divisione[36]
- 12º Reggimento corazzato delle guardie "Šepetovka-Maresciallo delle truppe corazzate P. P. Polubojarov" (unità militare 31985)
  - 1º Battaglione corazzato
  - 2º Battaglione corazzato
  - 3º Battaglione corazzato
  - Battaglione fucilieri motorizzato (BMP-2)
  - Battaglione artiglieria semovente (2S1 Gvozdika)
  - Battaglione artiglieria missilistica contraerei (9K35 Strela-10 e 2K22 Tunguska)
  - Unità di supporto
- 13º Reggimento corazzato delle guardie "Šepetovka" (unità militare 32010)
  - 1º Battaglione corazzato
  - 2º Battaglione corazzato
  - 3º Battaglione corazzato
  - Battaglione fucilieri motorizzato (BMP-2)
  - Battaglione artiglieria semovente (2S1 Gvozdika)
  - Battaglione artiglieria missilistica contraerei (9K35 Strela-10 e 2K22 Tunguska)
  - Unità di supporto
- 423º Reggimento fucilieri motorizzato delle guardie "Jampol" (unità militare 91701)
  - 1º Battaglione fucilieri motorizzato (BMP-2)
  - 2º Battaglione fucilieri motorizzato (BMP-2)
  - 3º Battaglione fucilieri motorizzato (BMP-2)
  - Battaglione corazzato
  - Battaglione artiglieria semovente (2S19 Msta-S)
  - Battaglione artiglieria missilistica contraerei (9K35 Strela-10 e 2K22 Tunguska)
  - Unità di supporto
- 275º Reggimento artiglieria semovente "Tarnopol" (unità militare 73941)
  - 1º Battaglione artiglieria semovente (2S19 Msta-SM2)
  - 2º Battaglione artiglieria semovente (2S19 Msta-SM2)
  - 1º Battaglione artiglieria lanciarazzi (BM-27 Uragan)
  - 2º Battaglione artiglieria lanciarazzi (9K51 Tornado-G)
  - Unità di supporto
- 538º Reggimento missilistico contraereo delle guardie "Tarnopol" (Tor-M2) (unità militare 51383)
- 137º Battaglione ricognizione "Dębica" (unità militare 54919)
- 330º Battaglione genio delle guardie "Tarnopol" (unità militare 80808)
- 413º Battaglione comunicazioni delle guardie "Dębica" (unità militare 56132)
- 1088º Battaglione logistico (unità militare 56164)
- 165º Battaglione medico delle guardie (unità militare 57069)
- Compagnia comando
- Compagnia guerra elettronica
- Compagnia UAV
- Compagnia difesa NBC

## Comandanti

### Unione Sovietica
- Maggior generale Nikolaj Filippenko (1952-1957)
- Maggior generale Boris Kurcev (1957-1960)
- Maggior generale Vladimir Dorodnov (1960-1965)
- Maggior generale Nikolaj Lapygin (1965-1968)
- Maggior generale Aleksandr Šalkin (1974-1977)
- Maggior generale Jurij Momotov (1979-1982)
- Maggior generale Vladimir Kartmazov (1982-1985)
- Maggior generale Ivan Denisov (1985-1987)
- Maggior generale Nikolaj Loktionov (1987-1989)
- Maggior generale Vladimir Čužnikov (1989-1991)

### Federazione Russa
- Maggior generale Boris Poljakov (1991-1994)
- Maggior generale Aleksandr Denisov (1995-1998)
- Maggior generale Evgenij Fuženko (1999-2002)
- Maggior generale Anatolij Ëlkin (2002-2003)
- Maggior generale Aleksandr Romančuk (2003-2006)
- Maggior generale Sergej Kuralenko (2006-2009)
- Colonnello Sergej Nekrasov (2009-2010)
- Colonnello Andrej Mordičev (2011-2012)
- Maggior generale Sergej Kombarov (2012-2015)
- Maggior generale Andrej Kolesnikov (2015-2018)
- Maggior generale Vladimir Zavadskij (2018-2021)
- Colonnello Evgenij Žuravlëv (2021-in carica)